# Hälsinglands norra valkrets
Hälsinglands norra valkrets var vid valen 1911–1920 till andra kammaren en egen valkrets med fyra mandat fram till ordinarie valet 1914, då antalet sänktes till tre. Valkretsen avskaffades vid valet 1921 då hela länet sammanfördes i Gävleborgs läns valkrets. 
Valkretsen ska inte förväxlas med Norra Hälsinglands domsagas valkrets, som var en enmansvalkrets i valen 1866–1887 samt 1908.

## Riksdagsmän

### 1912–vårsessionen 1914
- Johan Ericsson, lib s
- Per Olsson, lib s
- Wilhelm Edbom, s
- Per Norin, s

### Höstsessionen 1914
- Olof Olsson, lmb
- Johan Ericsson, lib s
- Wilhelm Edbom, s
- Per Norin, s

### 1915–1917
- Johan Ericsson, lib s
- Wilhelm Edbom, s
- Per Norin, s

### 1918–1920
- Jon Jonsson, bf
- Wilhelm Edbom, s
- Per Norin, s (1918–lagtima riksdagen 1919)
  - Per Granath, s (urtima riksdagen 1919–1920)

### 1921
- Per Olsson, bf
- Lars Olsson, lib s
- Per Granath, s